# Bandera de Líbia
La bandera de Líbia és una bandera tricolor formada per tres franges horitzontals de colors vermell, negre i verd, on la segona és el doble d'ample que les altres dues. Al centre de la bandera apareixia la lluna creixent islàmica amb una estrella. La bandera fou utilitzada pel Consell Nacional de Transició i les forces antiGaddafistes, i fou adaptada el 3 d'agost de 2011, abans de la cure de Trípoli als antiGaddafistes el 21 d'agost. El seu disseny es basà en la bandera dels senussís, un moviment islàmic aparegut a mitjans del segle xix. Aquesta bandera fou negre amb una lluna creixent i una estrella, i fou adaptada per Idris I com a emir de la Cirenaica. El color verd representa la Tripolitana, i el color vermell representa Fezzan, les dues altres regions de Líbia.

## Construcció i dimensions

### Colors
|             | Vermell    | Blanc       | Verd       | Negre     |
| ----------- | ---------- | ----------- | ---------- | --------- |
| RGB         | 231/0/19   | 255/255/255 | 35/158/70  | 0/0/0     |
| Hexadecimal | #e70013    | #FFFFFF     | #239e46    | #000000   |
| CMYK        | 0/100/92/9 | 0/0/0/0     | 78/0/56/38 | 0/0/0/100 |

## Banderes històriques
- La primera bandera nacional de Líbia fou adoptada l'any 1951, quan el país s'independitzà d'Itàlia. És idèntica a la bandera actual. Fou abandonada fins a l'any 2011, quan, durant la Guerra Civil Líbia, els libis contraris al règim de Gaddafi utilitzat aquesta bandera com una símbol d'oposició a la dictadura.
- Després del cop d'Estat de 1969, que oficialitzà la República Àrab de Líbia, es rebutjà la bandera anterior i s'oficialitzà una de nova. Aquesta nova tela estava formada per tres franges horitzontals i iguals amb els colors del panarabisme: vermell, blanc i negre.
- L'any 1972, quan Líbia s'uní a la Federació Àrab amb Egipte i Síria, adoptà com a oficial la bandera d'aquesta, formada pels colors panaràbs i amb una àliga daurada ("l'àguila de Qureix") al centre subjectant el nom en àrab de la Federació. No seria fins al 1977, quan Líbia abandonà aquesta unió.
- La bandera de la Gran Jamahiriya Popular Socialista Àrab Líbia fou adoptada l'any 1977. Consistida com una tela verda de proporcions 1:2, sense cap escut ni símbol, fet que la converteix en la bandera més senzilla del món.[1] El seu color verd fou escollit perquè representa de forma tradicional a la religió islàmica, simbolitzant la promesa feta pel dictador Muammar al-Gaddafi, després de visitar Israel, de convertir a Líbia en un país autosuficient mitjançant la revolució agrícola, també dita la Revolució Verda. La bandera fou abandonada després la mort de Gaddafi l'any 2011.

Bandera de l'Imperi Otomà vilaiet de Tripolitània, de la dècada de 1860
Bandera de la República de Tripolitània, 1918–1923
Bandera de l'Emirat de Cirenaica (1949-1951)
Regne de Líbia (1951–1969)
Estendard reial d'Idris I (1951–1969)
República Àrab Líbia (1969–1972)
República Àrab Líbia dins la Federació de Repúbliques Àrabs (1972–1977)
1972-1977
Gran Jamahiriyya Àrab Líbia Popular Socialista (1977–2011)
1977-2011
Líbia (2011-present)